# 脇戸新之助
脇戸 新之助（わきと しんのすけ、1975年11月2日 - ）は、日本の男子バレーボール選手。

## 来歴
熊本県宇土市出身。鎮西高等学校、法政大学を経て、1998年4月、NECブルーロケッツに入団。
2001年、全日本代表に初選出。
2008年5月、NECブルーロケッツを退団。
2010年、東京ヴェルディに入団し、現役復帰。2012年9月、同チームを勇退。